# Studio op. 8 n. 12 (Skrjabin)
Lo Studio op. 8 n. 12, in re diesis minore è uno studio per pianoforte composto da Aleksandr Nikolaevič Skrjabin nel 1894. Presenta molte sfide tecniche, tra cui tratti insidiosi con intervalli fino all'undicesima, numerosi salti nella mano sinistra, ripetuti colpi di accordi e abbondanti ottave. È particolarmente amato dai pianisti e dal pubblico. Questo pezzo era uno dei bis prediletti da Vladimir Horowitz, il quale contribuì ad accrescerne la popolarità.

## Tecnica
Il motivo drammatico e il recitativo commovente dell'assolo nelle voci più alte sullo sfondo degli accordi è caratteristico delle prime creazioni di Skrjabin. Il tempo tipico per il brano è di circa 100-112 bpm. La mano destra suona sempre ottave tranne la fine del pezzo. Allo stesso modo, la mano sinistra salta continuamente fino a quando non viene raggiunto l'accordo finale.